# أنسي أغولي
أنسي أغولي (Ansi Agolli) (مواليد 11 أكتوبر 1982) هو لاعب كرة قدم. يلعب مع منتخب ألبانيا لكرة القدم.

## وصلات خارجية
- أنسي أغولي على موقع الاتحاد الدولي (مؤرشف)  (الإنجليزية)
- أنسي أغولي على موقع الاتحاد الأوربي (الإنجليزية)
- أنسي أغولي على موقع اتحاد أوكرانيا (الإنجليزية)
- أنسي أغولي على موقع قاعدة بيانات كرة القدم.إي يو (الإنجليزية)
- أنسي أغولي على موقع ناشيونال فوتبول تيمز (الإنجليزية)
- أنسي أغولي على موقع Soccerway.com (الإنجليزية)
- أنسي أغولي على موقع عالم كرة القدم.نت (الإنجليزية)
- أنسي أغولي على موقع AS.com (الإسبانية)
- National Football Teams